# Antoinette de Pons

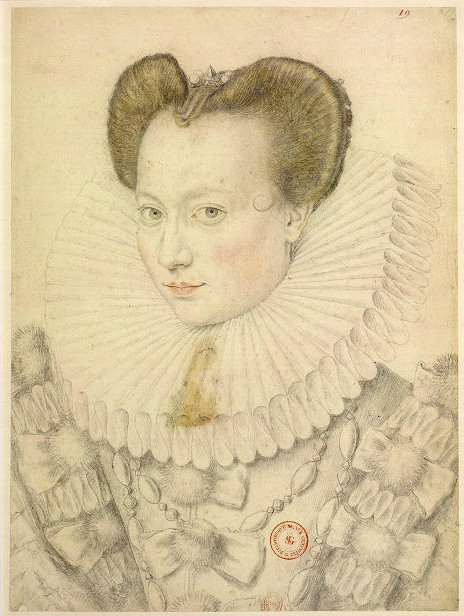
Porträt Antoinette de Pons’ von François Quesnel

Antoinette de Pons (* um 1570; † 16. Januar 1632 auf Schloss La Roche-Guyon) war Marquise von Guercheville und durch Heirat Gräfin von La Roche-Guyon. Am französischen Königshof war sie ab 1600 bis zu ihrem Tod die Première dame d’honneur der Königin Maria de’ Medici und möglicherweise eine Mätresse des französischen Königs Heinrich IV.

## Leben
Antoinette war die Tochter von Antoine de Pons, Graf von Marennes, und seiner zweiten Frau Marie de Montchenu, dame de Guercheville. Sie wuchs am Hof Heinrichs III. auf. Nach einer ersten Heirat mit Henri de Silly († 1586), Graf von La Roche-Guyon, ging sie 1594 eine zweite Ehe mit Charles du Plessis-Liancourt, Graf von Beaumont-sur-Oise aus dem Haus Le Plessis-Liancourt, ein.
Aus ihrer ersten Ehe entstammte ein Sohn:
- François de Silly († 1628)

Mit ihrem zweiten Ehemann hatte Antoinette zwei Kinder:
- Roger du Plessis-Liancourt (* 1598; † 1674), Pair von Frankreich, ⚭ 1620 Jeanne de Schomberg
- Gabrielle du Plessis-Liancourt († 1672), ⚭ 1611 François V. de La Rochefoucauld, 1. Herzog von La Rochefoucauld

1590 begegnete die junge Witwe Heinrich von Navarra auf dem Schloss La Roche-Guyon, wonach dieser damit begann, sie heftig zu umwerben. Bis heute ist nicht endgültig geklärt, ob sie den königlichen Avancen nachgab. Einige ältere Publikationen führen sie in der langen Liste der Mätressen des Königs, während besonders neuere Veröffentlichungen davon ausgehen, dass sie nicht die Geliebte Heinrichs IV. wurde. Fest steht jedoch, dass er sie zur Ehrendame seiner zweiten Ehefrau Maria de’ Medici machte.
Antoinette de Pons schenkte den Jesuiten der französischen Kolonien in Amerika große Beachtung und trug zur Finanzierung und Gründung der Kolonie auf Mount Desert Island (französisch l’Île des Monts-Déserts) im heutigen Maine bei. Die Kolonie wurde von den Engländern zerstört.